# Едвард Мерфі (веслувальник)
Едвард Мерфі (англ. Edward Murphy, 30 жовтня 1971) — американський академічний веслувальник.
Срібний призер Олімпійських Ігор 2000 року в складі розпашної двійки без стернового, учасник 1996 року.
Переможець Панамериканських ігор 1999 року в складі вісімки.
Срібний призер Чемпіонату світу 1994 року в складі розпашної четвірки зі стерновим, бронзовий призер 1997 року в складі розпашної двійки без стернового.